# Homestead Act

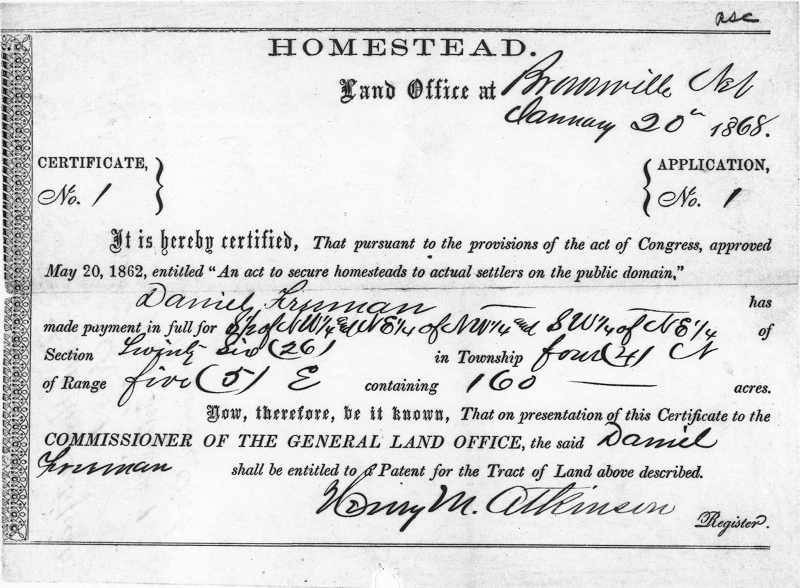
Die Homestead-Urkunde mit der No. 1 in Nebraska, ausgestellt auf Daniel Freeman

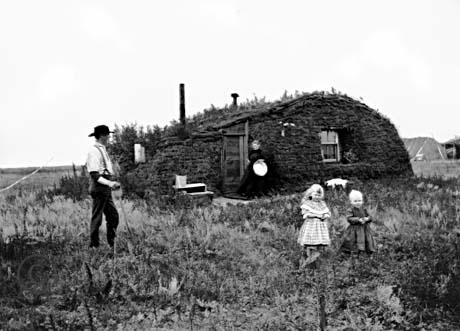
Norwegische Einwandererfamilie mit ihrem Grassodenhaus in North Dakota (1898)

Der Homestead Act (deutsch wörtlich Heimstättengesetz) ist ein 1862 in den USA in Kraft getretenes Bundesgesetz zum Landerwerb, das die einzelstaatlichen Regelungen ergänzte und weitere Rechtssicherheit für die Squatters schuf. Bereits in der Diskussion um das Gesetz war klar, dass der Homestead Act in direktem Zusammenhang mit der Enteignung der Native Americans stand.
Das Gesetz folgte auf frühere Landgesetze, die vor dem Sezessionskrieg in Florida und im Pazifischen Nordwesten erlassen worden waren. Es erlaubte jeder Person – faktisch allerdings fast nur Euro-Amerikanern – über 21 Jahren, sich auf einem bis dahin unbesiedelten Stück Land niederzulassen, sich ein 160 Acre (etwa 65 Hektar) großes Grundstück abzustecken und zu bewirtschaften. Nach einer Dauer von fünf Jahren wurde der Siedler dann zum Eigentümer. Diese Frist konnte durch Bezahlen von 1,25 US-Dollar pro Acre Land (insgesamt also 200 US-Dollar) auf sechs Monate verkürzt werden.
Das Gesetz wurde am 20. Mai 1862 von Präsident Lincoln unterzeichnet.

## Geschichte
Am Ende des 18. Jahrhunderts standen den weißen Einwanderern noch über 2.300.000 km² (570 Mio. Acre) zur Besiedlung zur Verfügung, wovon jedoch nur ein sehr geringer Teil landwirtschaftlich nutzbar war. Als sich die Besiedlungsgrenze westwärts bis an die trockenen Steppen der Great Plains herangeschoben hatte, wurde die Landmenge, die ein Ansiedler beanspruchen konnte, auf 2,6 km² (640 Acre) vervierfacht.
1906 wurde dann der Forest Homestead Act verabschiedet und schließlich 1912 eine letzte Erweiterung des Gesetzes beschlossen, welches die Bewirtschaftungsdauer des beanspruchten Landes, bevor es Eigentum des Ansiedlers werden konnte, auf drei Jahre herabsetzte.
Abgesehen von wenigen isolierten Landstücken, die bis in die 1950er nicht beansprucht wurden, war die Landnahme auf der Grundlage des Heimstättengesetzes bis 1910 außer in Alaska im Wesentlichen abgeschlossen. Durch den Federal Land Policy and Management Act von 1976 wurde diese Praxis der Landvergabe öffentlichen Grund und Bodens eingestellt. Einzige Ausnahme war Alaska, wo man noch bis 1986 Land nach dem Homestead Act erwerben konnte.

## Homestead-Gedenkstätte
In Beatrice, Nebraska, liegt der Homestead National Historical Park, eine Gedenkstätte zur Erinnerung an die Siedler nach dem Heimstätten-Gesetz. Die Gedenkstätte umfasst die Farm von Daniel Freeman, dem ersten Siedler nach dem Homestead Act in Nebraska und möglicherweise der Vereinigten Staaten.

## Übernahme in Europa
Vom Ursprung in Amerika setzte sich die Heimstättenbewegung ab Ende des 19. Jahrhunderts auch in Europa durch, wobei hier neben dem Gedanken des verbilligten und gesicherten Grunderwerbs noch weitere Aspekte eine Rolle spielten:
- Schaffung von Grundeigentum, das dem Zugriff von Gläubigern weitgehend entzogen ist,
- Förderung des Siedlungsgedankens und des Kleinbauerntums, und
- Eindämmung der Landflucht.

Entsprechende Regelungen gab es in Rumänien (1864), Serbien (1873), Österreich (1888), Frankreich (1894), der Schweiz (1907), Belgien (1909) und Deutschland (1920). In Deutschland erfuhr die Heimstättenbewegung entscheidenden Auftrieb nach dem Ersten Weltkrieg, als die Existenz der heimkehrenden Kriegsteilnehmer bzw. der Kriegswitwen und Waisen gesichert werden musste.  Auf Grundlage von Artikel 155 der Weimarer Verfassung wurde das Reichsheimstätten-Gesetz vom 10. Mai 1920 erlassen, wobei den Ländern Spielräume für weitere Ausgestaltungen verblieben. Es galt bis 1993.
In Liechtenstein wurden in den Artikeln 794 bis 828 des Personen- und Gesellschaftsrechts besondere Regelungen für Heimstätten geschaffen, die noch heute in Kraft sind.
Im Zivilgesetzbuch der Schweiz wurde das Institut der Heimstätte per 1. Januar 2000 aufgehoben, nachdem es kaum je verwendet wurde.